# Jerzens
Jerzens é um município da Áustria, situado no distrito de Imst, no estado do Tirol. Tem 30,39 km² de área e sua população em 2019 foi estimada em 984 habitantes.